# Anastasija Bliznjuk
Anastasija Il'inična Bliznjuk (in russo Анастасия Ильинична Близнюк?; Zaporižžja, 28 giugno 1994) è una ginnasta russa vincitrice di due medaglie d'oro nel concorso a squadre alle Olimpiadi di Londra 2012 e Rio de Janeiro 2016.

## Biografia
Ha rappresentato la Russia ai Giochi olimpici estivi di Londra 2012, conquistando la medaglia d'oro con le proprie compagne della nazionale nel concorso generale a squadre.
Ai campionati europei ha conquistato due medaglie d'oro, sempre nelle gare a squadre, a Nižnij Novgorod 2012.
Ha bissato il titolo olimpico nel concorso a squadre ai Giochi olimpici di Rio de Janeiro 2016.
Ha vinto la medaglia d'argento ai Giochi olimpici di Tokyo 2020 nel concorso a squadre, gareggiando sotto la sigla ROC, a seguito dell'esclusione della Russia per doping di Stato.

## Palmarès

### Per la Russia
- Giochi olimpici

Londra 2012: oro nel concorso a squadre.
Rio de Janeiro 2016: oro nel concorso a squadre.
- Mondiali

Kiev 2013: oro nell'esercizio a 3 palle e 2 nastri e bronzo nel concorso a squadre.
Pesaro 2017: oro nelle 3 palle / 2 funi e nel concorso generale, argento nei 5 cerchi.
- Europei

Nižnij Novgorod 2012: oro nell'esercizio a 5 palle e nel concorso a squadre.
Holon 2016: oro nel concorso a squadre.
Guadalajara 2018: oro nel concorso a squadre e nei gruppi all-around, bronzo nei 5 cerchi.
- Universiade

Kazan' 2013: oro nel concorso a squadre, nell'esercizio a 10 clavette e nell'esercizio a 3 palle e 2 nastri.

### Per ROC
- Giochi olimpici

Tokyo 2020: argento nel concorso a squadre.